# Rothschild & Co
Rothschild & Co — финансовая компания, которая контролируется французской и английской ветвями семьи Ротшильдов. Rothschild & Co является флагманом банковской группы Ротшильдов, эта компания контролирует Rothscild Group, в том числе N. M. Rothschild & Sons и Rothschild & Cie Banque. Штаб-квартира находится в VIII округе Парижа по адресу 23 bis, avenue de Messine.
Банковский бизнес группы Ротшильдов охватывает такие области: инвестиционно-банковские услуги, корпоративные банковские услуги, частные капиталовложения, управление активами, персональное банковское обслуживание и так далее. Кроме того, Rothschild & Co имеет свой собственный инвестиционный счет для частных капиталовложений.
В компании начинали карьеру два президента Франции — Жорж Помпиду и Эмманюэль Макрон.

## История
Банкирскую династию Ротшильдов основал Майер Амшель Ротшильд во Франкфурте. У него было 5 сыновей, старший остался во Франкфурте, а остальные были разосланы в крупнейшие города Европы (Лондон, Париж, Вену и Неаполь) для создания дочерних банков. Этот факт символизируют пять стрел на эмблеме Ротшильдов. Лондонский банк, N M Rothschild & Sons, был основан в 1809 году Натаном Майером Ротшильдом, а парижский — в 1811 году Джеймсом Майером Ротшильдом. Лондонский и парижский банки оказались наиболее успешными, в то время как франкфуртский, венский и неаполитанский прекратили существование. Оба банка взаимодействовали и приумножили капитал благодаря Французской революции и наполеоновским войнам. В XIX веке активно инвестировали в развитие промышленности, в частности в развитие железных дорог.
Compagnie du chemin de fer de Paris à Orléans (сокр. Paris Orléans) была основана в 1838 году как железнодорожная компания, которая стала одной из крупнейших во Франции. В 1938 году она была национализирована наряду с пятью другими железнодорожными предприятиями для формирования национальной государственной железнодорожной компании SNCF. В 1953 году представитель французской ветви Эдмон де Ротшильд основал в Швейцарии банк Compagnie Financière Edmond de Rothschild, который специализируется на управлении частным капиталом.
После Второй мировой войны французская ветвь семьи Ротшильдов установила контроль над тем, что осталось в собственности Paris Orléans и превратила её в холдинговую компанию для своей банковской деятельности и корпоративных инвестиций. Основными составляющими холдинга были: Banque Rothschild (банк), SGIM (управление собственностью), SIACI (страхование), Francarep (нефтяная компания) and SGDBR (виноградники, сейчас Domaines Barons de Rothschild, DBR). К 1980 году в этом бизнесе было занято около 2000 человек и годовой оборот составлял 26 млрд франков ($5 млрд по курсу 1980 года).
В 1981 году социалистическое правительство Франсуа Миттерана национализировало Banque Rothschild и переименовало его в Compagnie Européenne de Banque. Paris Orléans оказался на грани банкротства.
В 1983 году Давид де Ротшильд и Эрик де Ротшильд решили использовать Paris Orléans как стартовую площадку для создания нового банка Ротшильдов во Франции. В 1984 году, они основали Paris Orléans Banque, который впоследствии стал Rothschild & Cie Banque, помощь в создании оказал швейцарский банк Эдмона де Ротшильда. Начиная с уставным капиталом в размере всего $1 млн и тремя сотрудниками, они превратили свой инвестиционный банк в серьёзное предприятие во Франции и континентальной Европе.
В 2003 году Давид де Ротшильд возглавил как лондонский, так и парижский банки, с этого началось их объединение. В январе 2008 года компания Paris Orléans SCA объединила в себе банковскую деятельность английской и французской ветвей семьи Ротшильдов. Семья Ротшильдов по состоянию на март 2010 года контролировала 58,64 % акционерного капитала Rothschild & Co, остальные акции были в свободном обращении на бирже.
На всеобщем собрании 24 сентября 2015 года компания Paris Orléans была переименована в Rothschild & Co. В том же году началась судебная тяжба между швейцарским и французским банком за право использовать название Rothschild; соглашение было достигнуто в 2018 году. В 2017 году был поглощён частный французский банк Martin Maurel. С 17 апреля 2018 года управление компанией перешло к единственному сыну Давида де Ротшильда — Александру Ги Франсеско де Ротшильду (представителю седьмого поколения семьи Ротшильдов). До назначения он проработал в компании более 10 лет на различных должностях, в том числе занимал должность заместителя председателя.
В феврале 2023 года Rothschild & Co объявила о намерении стать частной компанией; в июле того же года была подана заявка на делистинг с биржи Euronext Paris, а в октябре был закончен выкуп акций. Стоимость операции составила 3,7 млрд евро, часть средств было получено от французских семей промышленников (Пежо, Дассо и Вертхаймер).
В августе 2024 года Rothschild & Co была ключевым участником реструктуризации внешнего долга Украины на сумму более 20 млрд долларов.

## Деятельность

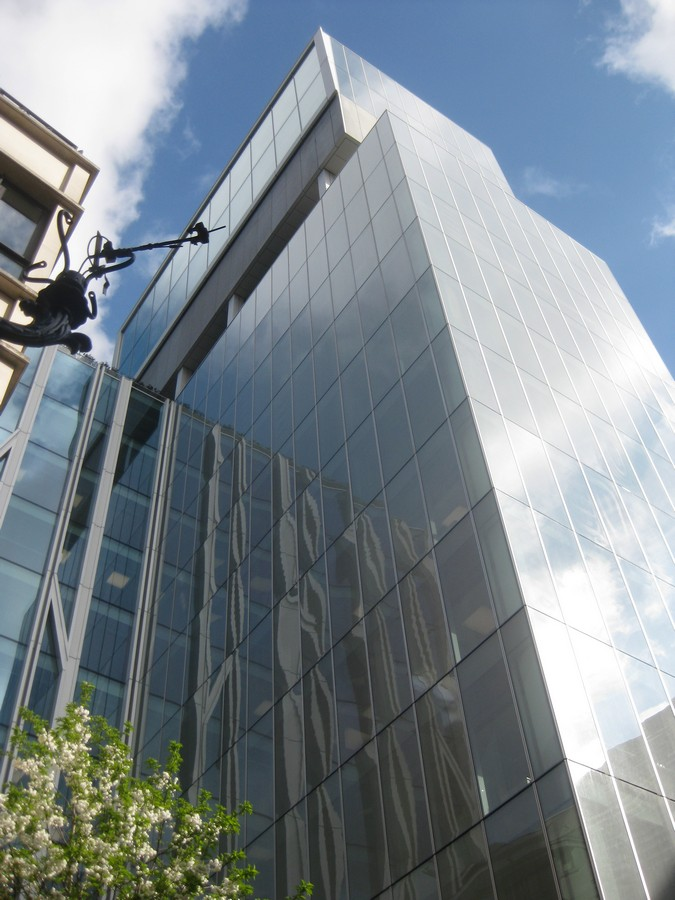
New Court, лондонская штаб-квартира

Основные направления деятельности по состоянию на 2023 год:
- Global Advisory — финансовые консультации правительствам, суверенным фондам, крупным и средним корпорациям, частным компаниям, семьям и отдельным предпринимателям; консультации охватывают такие вопросы, как слияния и поглощения, выбор стратегии, реструктуризация капитала, реструктуризация государственного долга, размещение акций;
- Wealth and Asset Management — включает управление активами и управление частным капиталом; размер активов под управлением составлял 108 млрд евро;
- Five Arrows — создано в 2009 году, объединяет группу инвестиционных фондов, которые осуществляют финансирование частных компаний путём покупки доли или кредитования.

По состоянию на конец 2023 года активы банка составляли 18,11 млрд евро, из них 4,55 млрд евро пришлось на наличные и балансы в центральных банках, 4,33 млрд евро — на кредиты, выданные клиентам, 1,73 млрд евро — на кредиты, выданные другим банкам, 3,42 млрд евро — на инвестиции в ценные бумаги; основная статья пассивов — принятые депозиты (11,89 млрд евро).
Выручка (чистый банковский доход) за 2023 год составила 2,54 млрд евро, из них 2,24 млрд евро принесла плата за предоставленные услуги. По доле в выручке главными рынками для компании были Франция (31 %), Великобритания (28 %), Швейцария (8 %), Люксембург (5 %), остальная Европа (12 %), Северная Америка (9 %).
Сеть компании насчитывает 69 офисов в 49 странах, в штате более 4600 сотрудников..
Дочерние структуры компании имеются в Австралии, Бельгии, Бразилии, Великобритании, Германии, Гернси, Гонконге, Греции, Дании, Джерси, Израиле, Индии, Индонезии, Испании, Италии, Каймановых островах, Канаде, Катаре, КНР, Люксембурге, Малайзии, Мексике, Монако, Нидерландах, ОАЭ, Польше, Португалии, России, Сингапуре, США, Турции, Финляндии, Франции, Швейцарии, Швеции, ЮАР и Японии.

### Управление
Трастовые компании Rothschild занимаются управлением различных крупных компаний по договору. В частности в управлении Rothschild Trust Schweiz AG (Швейцария) находится кондитерская корпорация Roshen бывшего украинского президента Петра Порошенко.

## Структура
Rothschild & Co управляет компанией Сoncordia BV. Concordia BV, в свою очередь, контролирует Rothschilds Continuation Holdings AG.
Наиболее важные дочерние структуры Rothschilds Continuation Holdings AG:
- N. M. Rothschild & Sons, LTD, Лондон — английское подразделение Rothschild’s Group
- Rothschild & Cie Banque, Париж — французское подразделение Rothschild’s Group
- Rothschild Bank AG, Цюрих — Международная частная банковская группа